# 로키 캐럴
로키 캐럴(Rocky Carroll, 1963년 7월 8일 ~ )은 미국의 배우이다.

## 출연 작품

### 영화
- 7월 4일생 (1989)
- 앵커우먼의 실종 (1989, Money, Power, Murder)
- 아버지와 아들 (1992, Fathers & Sons)
- 키스의 전주곡 (1992)
- 시한폭탄 같은 남자 (1994)
- 크림슨 타이드 (1995)
- 화이트 히어로 (1996)
- 씨크릿 (1999)
- 예스 맨 (2008)

### 애니메이션 영화
- 저스티스 리그: 워 (2014)
- 슈퍼맨의 죽음 (2018)

### 텔레비전
- 시카고 메디컬 (1996-2000)
- 인베이전 (2005-06)
- The Game (2006-07)
- NCIS (2008-현재)
- NCIS: 로스앤젤레스 (2009-14)